# The Conrad Boys
The Conrad Boys (tj. Conradovi chlapci) je americký hraný film z roku 2006, který režíroval Justin Lo podle vlastního scénáře. Snímek měl světovou premiéru na Newport Beach International Film Festival 24. dubna 2006.

## Děj
Charlie, který se chystá na univerzitu, žije spolu s mladším bratrem Benem a matkou, protože otec od nich před lety odešel. Matka jednoho dne náhle zemře a Charlie se namísto školy rozhodne postarat se o bratra a najde si místo jako číšník v restauraci, kde pracuje je svou kamarádkou Tori. Zde se seznámí s mladíkem Jordanem, který mu řekne, že cestuje po světě a píše knihu. Charlie ho vezme k sobě domů, kde mu Jordan nabídne jointa. Jednoho dne se v restauraci objeví otec a chce se vidět s Benem, což se Charliemu nelíbí. Jordanův bývalý přítel se mu nehlásí a Jordan už nemá peníze na motel, takže se staví Charlieho, aby u něj na pár dní přespal. Charlie se dohodne s otcem, že se může vídat s Benem. Jordan má ve městě nevyřízené účty s překupníkem drog Vincem a požádá Charlieho o peníze. Jeho otec jim pomůže, vydává se za policistu a Vinceho zneškodní. Jordan odjíždí z města a chce, aby Charlie jel s ním. Ten nejprve souhlasí, ale poté si to rozmyslí. Charlie se usmíří s otcem a podá si přihlášku na univerzitu.

## Obsazení
| Justin Lo         | Charlie Conrad       |
| Booboo Stewart    | Ben Conrad           |
| Nick Bartzen      | Jordan Rivers        |
| Barry Shay        | Doug Conrad, otec    |
| Nancy Hancock     | Tori Marshall        |
| Katelyn Ann Clark | Louise Denver        |
| Dorian Frankel    | Evelyn Bridge        |
| Lauren Xerxes     | Suzie Conrad, matka  |
| Bruce Blauer      | Vince Miller         |
| Shane Arenal      | Andy Calhoun         |
| Bart Shattuck     | Attorney Mark Poland |
| Connie Schiro     | Brower               |
| Kari McDermott    | Paula                |
| Keegan Bell       | PJ                   |
| Wesley Stiller    | Keaton               |